# اتان‌رود
اتان‌رود، روستایی از توابع بخش رودبارالموت شهرستان قزوین در استان قزوین ایران است.

## جمعیت
این روستا در دهستان الموت پایین قرار دارد و براساس سرشماری مرکز آمار ایران در سال ۱۳۸۵، جمعیت آن ۲۸ نفر (۱۰خانوار) بوده‌است.